# DuMont Television Network
DuMont Television Network var ett av världens första kommersiella TV-företagsnätverk. Företaget ägdes av DuMont Laboratories, som grundades av Allen B. DuMont 1931.
DuMont sände TV-serier som The Honeymooners, Captain Video and His Video Rangers, The Original Amateur Hour och The Plainclothesman.
Merparten av DuMonts TV-serier räknas som förlorade. Efter att nätverket lades ned, arkiverades de flesta inspelningar i ett lager fram till 1970-talet. Då en rättighetstvist uppstod om materialet, sade en advokat att han kunde "ta hand om det". Dagen efter körde han fram lastbilar, lastade in inspelningarna i dem, körde dem till en pråm och dumpade dem i Upper New York Bay. Det material som finns kvar kommer från andra samlingar.